# Губахінський міський округ
Губахінський міський округ (рос. Губахинский городской округ) — адміністративно-територіальна одиниця в складі Пермського краю Росії.
Адміністративний центр району — місто Губаха. 

## Географія
Площа району - 1009,5 км², з півночі на південь простягається на 45 км, зі сходу на захід - на 25 км.
Територія Губахи розташована на західному схилі Уральських гір. Більше половини її вкрито лісом, переважно темнохвойного з переважанням ялини, ялиці, берези, липи.

## Населення
Населення - 32 432 осіб. (2021 рік)
Національний склад
На 2007 рік: росіяни - 92%, татари - 7%, представників інших національностей менш - 1%.